# Хроники Тарр: Призраки звёзд
«Хроники Тарр: Призраки Звезд» — компьютерная игра в жанре Симулятор. Разработчик игры — краснодарская компания Quazar Studio, издатель — «Акелла». Релиз игры состоялся 7 марта 2007 года.

## Сюжет
Дни жизни привычной галактики сочтены. Каждый день во тьме аномального катаклизма чернеют и умирают десятки звёзд. Ни одна развитая раса не смогла противостоять Мраку, даже объединившись со своими старыми врагами.
Те кто выжил — отчаянно борются за существование среди руин вчерашнего величия. Тысячи транспортов с беженцами идут караванами в окраинные миры, бросая планеты и космические орбитальные станции-города, спасаясь от неизбежной смерти своих родных миров…
Вдобавок к этому, на сцену выходит ещё одна враждебная раса — Дэ-Хэтэ. Это видоизменённый аномалией древний клан старейшин Меатарр, наследием от которых остался накопленный миллионами лет генетический навык мастерски воевать. Дэ-Хэттэ — смертоносное сочетание различных аномалий, жуткий симбиоз Мрака и мёртвого воина.
Военный крейсер «Талестра» был направлен в отдалённую звёздную систему в составе небольшой эскадры для охраны научной экспедиции, нашедшей город древней расы Оззах. Есть надежда, что эта находка сможет остановить Мрак и положить окончание затянувшейся битве за выживание на уцелевших звёздах. Однако внезапное вторжение нового врага и неудачное стечение обстоятельств во время отступления выкидывают «Талестру» далеко от места разворачивающихся событий — в другой рукав галактики, населённый расой воинов — давними союзниками по борьбе против Мрака.
Чудом не развалившийся корабль серьёзно повреждён, гипер-двигатели выведены из строя. Герою предстоит пройти долгий путь домой: через миры, населённые чужими расами, через пустынные, давно вымершие системы и секторы, контролируемые расой Дэ-Хэттэ. На корабле то и дело происходят странные вещи, да и окружающая обстановка порой кажется иной, непривычной — как будто герой окружён чем-то пустынно-призрачным...

## Геймплей
Главный герой в составе звена «Омега» выполняет различные приказы от командования. Список заданий довольно стандартен: уничтожение вражеских кораблей, эскортирование своих и тому подобное.

## Отзывы
| Сводный рейтинг | Сводный рейтинг |
| Агрегатор       | Оценка          |
| --------------- | --------------- |
| GameRankings    | 61,92 %         |

## Продолжение
В начале 2009 года компания «Акелла» выпустила дополнение к игре под названием «Хроники Тарр: Стражи Пограничья». Дополнение представляет собой приквел и повествует о расе Стражей, которые противостоят Мраку и Дэ-Хэттэ за много сотен лет до событий оригинальной игры.